# Río Haraz
El río Haraz (en persa: هراز‎) es un río iraní de la provincia de Mazandarán. Nace en los montes Elburz a unos 3.500 m s. n. m., a los pies del volcán Damavand, y desemboca en el mar Caspio. Su cuenca forma uno de los pocos valles que cortan el relieve de los Elburz. Atraviesa la ciudad de Amol.
En comparación con otros ríos de su región el Haraz es muy rico en diversidad de especies de peces.